# Echo (geluid)

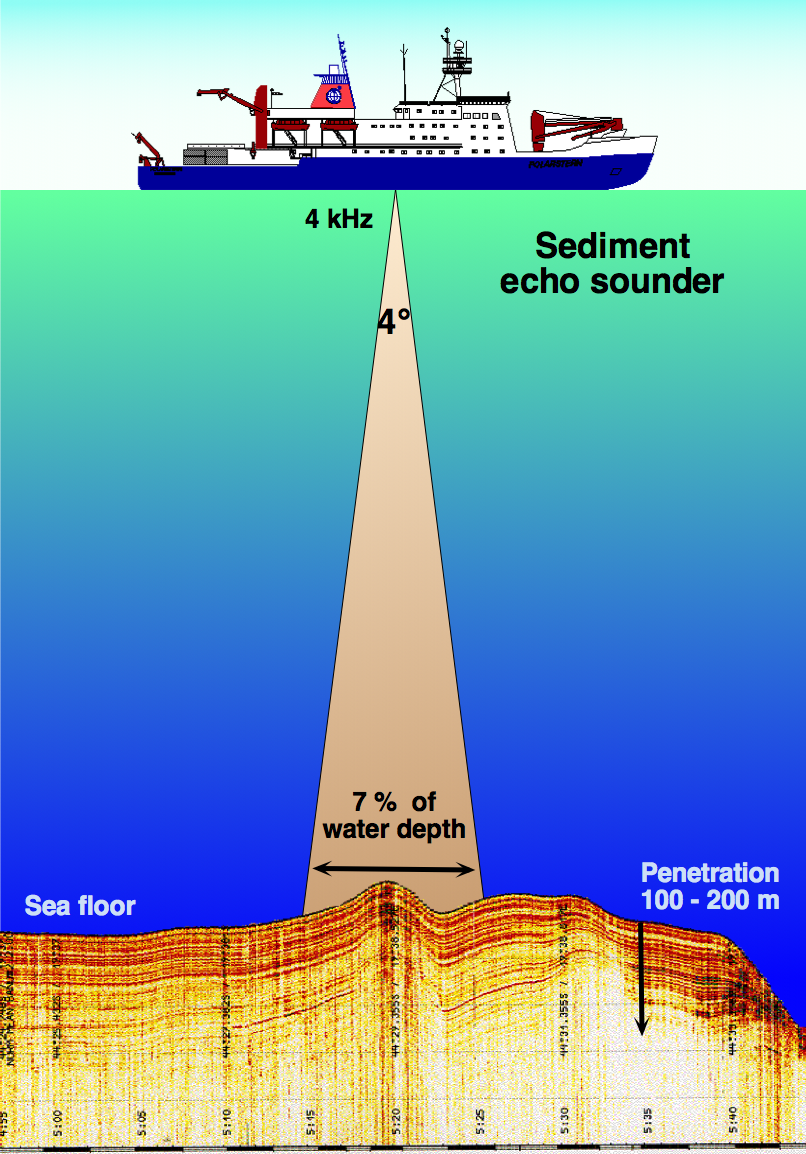
Een schip bepaalt de zeediepte door middel van een echolood

Een echo is een akoestisch verschijnsel waarbij geluidsgolven die afkomstig zijn van een bron door een object teruggekaatst worden richting de bron.
Als gevolg van de voortplantingssnelheid van geluid door een medium (vaak lucht) ontstaat een tijdsverschil tussen het geluid dat direct van de bron afkomstig is en de echo ervan. Het tijdsverschil is afhankelijk van de geluidssnelheid en de afstand tussen de bron en het object. In feite hoort men het geluid als gevolg van de echo twee keer achter elkaar.

## Perceptie
Als het teruggekaatste geluid het geluid van de rechtstreekse bron verlengt, spreekt men ook wel van nagalm. Een echo wordt als zodanig waargenomen als er een tijdsverschil is vanaf 50 milliseconden tussen het horen van het directe geluid en de echo. Al vanaf een afstand van 20 milliseconden is een verschil, maar vanaf 50 milliseconden vormt het ook daadwerkelijk een probleem voor de verstaanbaarheid, mits de echo luid genoeg is. Wanneer het tijdsverschil kleiner is dan 20 milliseconden, hoort men de bron en de echo niet meer afzonderlijk en ontstaan er kamfilterverschijnselen. Hierbij worden bepaalde frequenties versterkt en uitgedoofd. Het gat tussen het oorspronkelijke geluid en de echo moet niet verward worden met de nagalmtijd, de totale tijd dat een geluid verlengd wordt door galm.
Dit tijdsverschil van 50 milliseconden impliceert dat er door geluid een verschil in weglengte is afgelegd van 0,05 s x 340 m/s = 17 m. Men dient er bijgevolg, als men de hinderlijke effecten van een echo wil voorkomen, voor te zorgen dat het geluid de waarnemer bereikt met maximaal een verschil van 17 m tussen het rechtstreekse geluid en het gereflecteerde geluid. Dit valt onder andere te bereiken door reflectoren aan het plafond te plaatsen, of door de wanden en het plafond achter in een ruimte geluidsabsorberend te maken. Daarnaast kan met een geluidsinstallatie het geluid rechtstreeks doorgegeven worden aan de waarnemer.

## Muzikale vervorming van echo's (tjilpen en fluiten)
Op sommige plaatsen worden echo's gehoord die muzikaal vervormd zijn. Enkele voorbeelden:
- Chichén Itzá in Mexico: een handklap onderaan de trappiramide El Castillo vervormt in de echo tot het tjilpen van een vogel
- Kasteel van Chantilly in Frankrijk: een fontein onderaan een trap wordt door de trap weerkaatst als een fluittoon
- James Madison University (JMU), Harrisonburg (Virginia) in de VS: een handklap in het midden van een cirkel in de bestrating geeft een tjilp (eng: squeak)
- Ursinus College, Collegeville (Pennsylvania) in de VS: idem als bij JMU, maar waargenomen bij wel drie cirkels in de bestrating
- Manley Field House, Syracuse University in de VS: een handklap in het stadion geeft een tjilpende echo van het dak

De verklaring van deze echo's is dat elk geluid, dat met een hoge frequentie repeterend wordt herhaald, door onze oren als een "muzikale" toon wordt ervaren. De traptreden bij Chichen Itza en Chantilly, de cirkels stenen bij James Madison en Ursinus en de verschillende vlakken in het dak van het stadion in Syracuse geven allemaal een eigen echo. Deze afzonderlijke echo's volgen elkaar zo snel op dat wij ze als een fluitende of tjilpende toon horen.
Zulke echo's zijn ook te horen in de nabijheid van een wand van golfplaat. Bij meting bleek de afstand tussen twee opeenvolgende "golven" circa 25 cm te bedragen. Met de geluidssnelheid ongeveer gelijk aan 340 m/s is te berekenen dat de afzonderlijke echo's met een frequentie van ongeveer 680 Hz het oor bereiken. Inderdaad had de waargenomen toon ongeveer die hoogte. Overigens verandert de toonhoogte met de afstand van de wand. De echo van een handklap begint dan met een hogere toonhoogte, maar deze neemt tijdens de echo af.
In literatuur (Minnaert) wordt tevens melding gemaakt van hetzelfde echo-effect bij een hek met spijlen en bij een muur met diepe voegen.

## Andere beroemde echo's
- Gol Gumbaz in Bijapur, India: Elke geluid (fluister, handklap) wordt in de echo verschillende keren teruggekaatst.
- Golkonda Fort in Haiderabad, India: Verschillende bijzondere akoestische verschijnselen
- De Echomuur bij de Tempel van de Hemel, Beijing, China: Geluiden worden over grote afstand langs de muur getransporteerd
- De Fluistergalerij in de St Paul's Cathedral (Londen): Gefluister is op grote afstand langs de hele wand van de galerij verstaanbaar.
- De doopkapel (Baptisterium) in Pisa, Italië: De koepel van de kapel geeft bij bepaalde toonhoogtes door resonantie een bijna perfecte nagalm.
- Het oor van Dionysus in Neapolis, Syracuse, Italië: een voor wateropslag in kalksteen uitgehakte grot die door Caravaggio "het oor van Dionysus" genoemd werd naar de legende dat Dionysius, tiran van Syracuse, politieke tegenstanders in de grot opsloot. Bovenaan in de grot was er namelijk een gat zodat hij elk (gefluisterd) gesprek in de grot kon afluisteren door de akoestische eigenschappen van de grot.